# Lizzie van Zyl

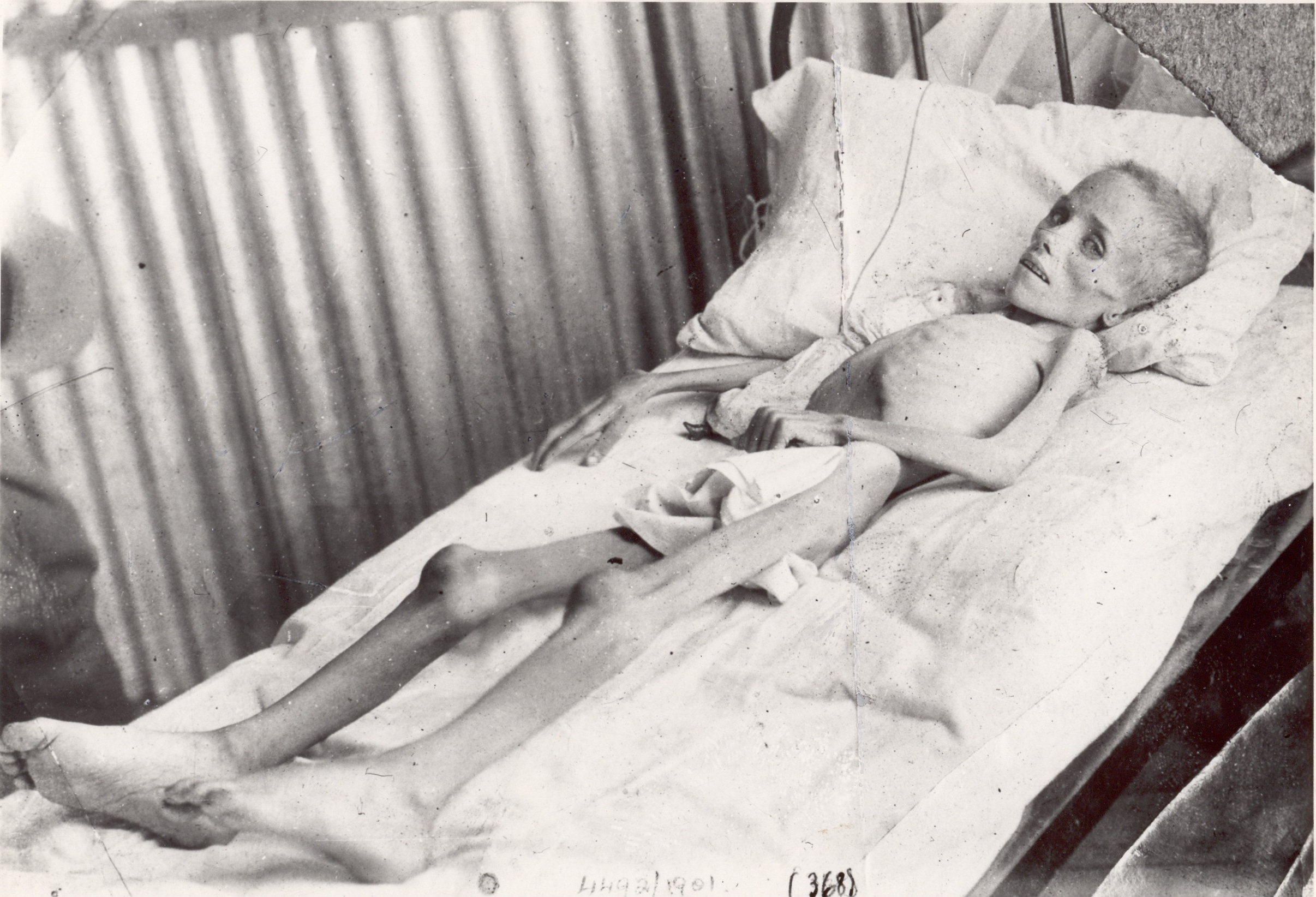
Lizzie van Zyl (1901)

Lizzie van Zyl (* 1894 im Oranje-Freistaat; † 9. Mai 1901 in Bloemfontein) war ein junges Burenmädchen in Südafrika, das siebenjährig in einem britischen Konzentrationslager während des Zweiten Burenkriegs an Typhus und Unterernährung sowie seelischer Grausamkeit starb. Die Briten internierten sie dort aufgrund der Weigerung ihres Vaters, seine Kampfhandlungen auf Seiten der ansässigen Buren einzustellen.
Emily Hobhouse machte den Fall nach einem Besuch des Lagers im Jahr 1901 in ihrer englischen Heimat publik. Sie berichtete, wie mit dem kleinen Mädchen in einem britischen Lagerkrankenhaus sehr grob umgegangen wurde. Das Personal aus Arzt und Krankenschwestern betitelte Lizzie insbesondere als „Idiotin“, da sie kein Englisch sprach – während es selbst nicht in der Lage war, Afrikaans zu verstehen. Eines Tages schrie Lizzie nach ihrer Mutter; als eine Frau herbeikam, um sie zu trösten, unterband dies eine der englischen Krankenschwestern mit der Begründung, das Mädchen sei eine „Belästigung“. Sie verstarb 1901 mit sieben Jahren.
Lizzie van Zyl wurde anschließend zu einem Symbol für die Gräuel der britischen Konzentrationslager, in welchen allein in jenem Krieg über 26.000 Zivilisten, hauptsächlich Frauen und Kinder, zugrunde gingen.

## Foto
Das Foto der abgemagerten van Zyl wurde Berichten zufolge vom schottischen Autor Arthur Conan Doyle, der als freiwilliger Arzt im Zweiten Burenkrieg diente, an Joseph Chamberlain übergeben. Sowohl Doyle als auch Chamberlain waren Befürworter des Burenkriegs; Doyle schrieb den kurzen Text The War in South Africa: Its Cause and Conduct (deutsch: „Der Krieg in Südafrika: Ursache und Durchführung“), um den Krieg zu rechtfertigen.
Das Bild wurde als Propaganda benutzt, wie die Autorin Hélène Opperman Lewis feststellt, um die britische Öffentlichkeit davon zu überzeugen, dass die Burenkinder von ihren Eltern vernachlässigt würden. Das Foto wurde mit der Notiz veröffentlicht, dass es bei der Einlieferung van Zyls und deren Mutter ins Konzentrationslager geschossen worden wäre. Chamberlain wurde in der Times am 5. März 1902 mit den Worten zitiert, Lizzies Mutter werde wegen Misshandlung strafrechtlich verfolgt.
Hobhouse untersuchte den Fall und konnte keinerlei Belege für ein Strafverfahren gegen Lizzies Mutter finden. Sie machte den Fotografen, einen Mann namens de Klerk, ausfindig, welcher bestätigte, dass die Aufnahme zwei Monate nach Lizzies Ankunft im Lager entstanden war.